# 캘리포니아 대학교 샌타크루즈
캘리포니아 대학교 샌타크루즈(University of California; Santa Cruz)는 캘리포니아주 샌타크루즈 시에 위치한 공립 연구 대학으로 캘리포니아 주립대학 시스템의 10개 대학 중 하나이다. 샌프란시스코 남쪽으로 120 km 떨어진 곳에 자리잡고 있으며 태평양과 몬테레이 베이가 내려다보이는 레드우드 숲 속에 위치한다.
UC 샌타크루즈는 진보적이고 간학문적인 학부 교육, 혁신적 교수법과 현대적 건물의 본보기로서 1965년에 설립되었다. 양질의 학부 교육과 활발한 학생 운동으로 얻은 명성은 아직도 유효하며 다양한 학문 분야의 연구를 지원한 끝에 현재의 종합 연구 대학으로 거듭나게 되었다. 10개의 기숙사로 구성된 레지덴셜 칼리지 시스템을 도입하여 학생들의 학교 생활을 지원하고 있다.